# Marcin Jankowski (zm. 1661)
Marcin Jankowski herbu Junosza (zm. 1661) – podstoli wyszogrodzki w 1620 roku, podczaszy wyszogrodzki.
Poseł sejmiku wyszogrodzkiego na sejm ekstraordynaryjny 1642 roku.